# エウリュロコス
エウリュロコス（古希: Εὐρύλοχος, Eurylochos）は、ギリシア神話の人物である。イタケー島の王オデュッセウスに仕えてトロイア戦争に参加した。ホメーロスの叙事詩『オデュッセイアー』によるとオデュッセウスとは姻戚関係にあり、古註はエウリュロコスをクティメネーの夫としている。エウリュロコスは臆病な人物であったが、しばしばオデュッセウスと対立し、最後は太陽神ヘーリオスへの不敬のためにトリーナキエー島で破滅した。

## 神話

### アイアイエー島
オデュッセウスはトロイアーからの帰路の航海で、魔女キルケーの住むアイアイエー島にたどり着いたとき、生き残った部下を2つの隊に分け、一方の隊を自分が指揮し、もう一方をエウリュロコスに指揮させて、島内を探索した。エウリュロコスの隊にはオデュッセウスのお気に入りの部下ポリーテースもいた。エウリュロコスたちは島内を探索するうちにキルケーの館を発見した。そこでポリーテースたちがキルケーに話しかけると、キルケーは彼らを快く館に招き入れるふりをして、毒入りの葡萄酒を飲ませ、魔法で豚に変えて、さらに家畜小屋に押し込んた。エウリュロコスは1人だけ館の外に留まっていたが、仲間たちに起きた悲劇を見て、慌てて逃げ帰って報告した。このときエウリュロコスの心は悲しみで満たされ、気ばかり焦ってなかなか話すことができなかった。ようやく話すことができたのは、仲間たちが姿を消し、一向に館から出てこないということだけであった。話を聞いたオデュッセウスはエウリュロコスにキルケーの館まで案内を命じたが、エウリュロコスはオデュッセウスにすがりついて、一刻も早くこの島から去るべきだと懇願した。仕方なくオデュッセウスは1人でキルケーの館に向かい、ヘルメース神から薬草モーリュを授かり、キルケーの魔法を打ち消して部下を救い出した。
その後、キルケーの客人となったオデュッセウスが仲間を呼びに戻ってきて、「仲間たちならキルケーの館で飲み食いしておるぞ」と言うと、他の者たちは納得したが、エウリュロコスだけは「なぜわざわざ災難に遭いに行こうとするのだ、我々はキルケーに動物に変えられて、あの大きな館の番をすることになるにちがいない。キュクロープスに殺された者たちも、もとはと言えばオデュッセウスの所業が原因なのだぞ」と言って船から動こうとしなかった。オデュッセウスはその言葉を聞くと怒って、剣でエウリュロコスの首を切りたい思いに駆られたが、部下たちになだめられて思いとどまった。エウリュロコスはというと、オデュッセウスの怒りを恐れたため、結局はともにキルケーの館へと向かった。

### トリーナキエー島
その後の航海でヘーリオス神の牡牛が飼育されているトリーナキエー島が見えたとき、オデュッセウスはテイレシアースとキルケーの助言を思い出して、部下に島を素通りするよう命じた。これに対してエウリュロコスは皆が疲れていることを訴えて、一晩だけ上陸し、翌朝航海に出るべきだと主張した。ところが上陸後、航海に必要な風が一向に吹かず、1か月もの間島に足止めされることになった。最初のうちは彼らはオデュッセウスの言いつけを守ってヘーリオスの家畜に手を出すことはなかったが、キルケーの与えてくれた食料が尽きると、飢えの苦しみにさいなまれた。そこでエウリュロコスはオデュッセウスが眠っているすきに他の船員を扇動し、ヘーリオスの家畜を殺して食らった。そのためゼウスはオデュッセウスの船を雷で撃ち、エウリュロコスをはじめとするヘーリオスの家畜を食らったオデュッセウス以外の男全員を海の藻屑に変えた。

## その他の人物
- エジプトの王アイギュプトスの50人の息子の1人。母はニュムペーのカリアドネーで、パンテース、ペリステネース、ヘルモス、ドリュアース、ポタモーン、キッセウス、リクソス、イムブロス、ブロミオス、ポリュクトール、クトニオスと兄弟。アルゴスの王ダナオスの50人の娘の1人アウトノエーと結婚し、彼女に殺された[5]。
- サラミス島の王。ストラボーンによるとキュクレウスが育てたサラミス島の大蛇を島から追い払った[6]。
- ペーネロペーの求婚者の1人。ザキュントス島の出身[7]。